# Sedum maximum
Sedum maximum là một loài thực vật có hoa trong họ Crassulaceae. Loài này được (L.) Suter miêu tả khoa học đầu tiên năm 1802.